# Tributo comunale sui rifiuti e sui servizi
Il tributo comunale sui rifiuti e sui servizi (TARES) è stato il tributo relativo alla gestione dei rifiuti nel sistema fiscale italiano. Fu introdotto dal decreto-legge 6 dicembre 2011, n. 201 (cosiddetto "decreto salva Italia"), convertito con legge 22 dicembre 2011, n. 214, in sostituzione delle precedenti Tariffa di igiene ambientale (TIA) e Tassa per lo smaltimento dei rifiuti solidi urbani (TARSU). Questo tributo è stato poi sostituito a partire dal 1º gennaio 2014 dalla tassa sui rifiuti (TARI) che è stata istituita dalla legge n. 147 del 27 dicembre 2013.
Il tributo è stato in vigore dal 1º gennaio 2013 e aveva come obiettivo la copertura finanziaria del servizio di raccolta e smaltimento rifiuti del comune di residenza tramite il rispettivo gettito fiscale: l'importo dipendeva dalla superficie dell'immobile, dal numero dei residenti, dall'uso, dalla produzione media dei rifiuti.

## Caratteristiche
Il pagamento era articolato in quattro rate. Il tributo avrebbe dovuto esordire a gennaio 2013, ma secondo un emendamento alla Legge di stabilità fu spostato prima ad aprile e in seguito a luglio 2013, ex art. 1-bis del D.L. n. 1/2013 ha tenuto conto di due nuovi parametri che ne aggravarono il peso.
Il TARES doveva coprire la parte di costo sostenuto dai comuni, costo che oggi è in media tra i comuni stessi del 79%, con picchi del 91%. Il Tares doveva finanziare anche i “servizi indivisibili” forniti dall'ente locale: l'illuminazione pubblica, l'istruzione, la manutenzione delle strade, la polizia locale, le aree verdi.
Le risorse necessarie a coprire queste spese venivano dall'aumento di 30-40 cent al metro quadro. Il corrispettivo per i servizi indivisibili ha portato un incremento di circa il 14% per una famiglia di tre componenti, incremento che in caso d'adozione dell'aliquota massima poteva arrivare al 19%.
Con sentenza n. 4223/2017, il Consiglio di Stato dichiara l'illegittimità di una maggiore tassazione delle seconde case, essendo i comuni tenuti dalla legge a basare la tassaziome sui consumi effettivi o presumibili.

## Gettito
Le stime della CGIA di Mestre e del Servizio Politiche Territoriali UIL parlano di un gettito tra gli 8 e i 10 miliardi, incassati dagli Enti Locali, di cui 7-8,5 a copertura del servizio di smaltimento rifiuti e 1-1,2 per i servizi indivisibili.

## Presupposti di applicazione
Il TARES interessa chiunque possieda/detenga locali suscettibili di produrre rifiuti.